# UFC 152
UFC 152: Jones vs. Belfort — турнир по смешанным единоборствам, проведённый организацией Ultimate Fighting Championship 22 сентября 2012 года на арене «Эйр Канада-центр» в Торонто, Канада.
В главном бою вечера Джон Джонс в четвёртый раз защитил титул чемпиона UFC в полутяжёлом весе, принудив к сдаче Витора Белфорта. Также на турнире был разыгран введённый титул чемпиона в наилегчайшем весе, который в итоге достался Деметриусу Джонсону, выигравшему раздельным решением судей у Джозефа Бенавидеса.

## Предыстория
Турнир возглавил действующий чемпион UFC в полутяжёлом весе Джон Джонс, защищающий свой чемпионский пояс в бою с бывшим чемпионом Витором Белфортом. Изначально предполагалось, что Джонс будет защищать титул в сентябре на UFC 151 в Лас-Вегасе, а его соперником станет Дэн Хендерсон. Однако 23 августа президент UFC Дэйна Уайт сообщил о травме Хендерсона и невозможности его выступления. За восемь дней до начала турнира Чейл Соннен согласился выйти на замену, но Джонс отказался от его кандидатуры. В результате, несмотря на полностью анонсированный файткард, организаторам пришлось отменить весь турнир целиком, что стало беспрецедентным случаем в истории UFC. Таким образом, защита титула Джоном Джонсом была перенесена на следующий турнир UFC 152 в Торонто — в качестве претендента выбрали Лиото Мачиду, но тот отказался, а затем выбор пал на Белфорта. Джонс при этом рассматривался в качестве безоговорочного фаворита. Позже выяснилось, что Белфорт вышел драться со сломанной рукой, а его допинг-тест, сделанный перед боем, показал повышенный уровень тестостерона.
Во втором по значимости событии вечера сошлись претенденты на введённый титул чемпиона UFC в наилегчайшем весе Деметриус Джонсон и Джозеф Бенавидес, ранее каждый из них заслужил право побороться за пояс, одержав победу в полуфинальном бою.
Рори Макдональд должен был встретиться здесь с бывшим чемпионом в двух весовых категориях Би Джеем Пенном, но во время тренировочного спарринга получил рассечение на лбу, и организаторы перенесли их противостояние на декабрьский турнир UFC on Fox 5 в Сиэтле.
Запланированный бой между новичком UFC Роджером Холлеттом и возобновившим карьеру ветераном Мэттом Хэмиллом был отменён из-за контрактных споров Холлетта, который, как считалось, не до конца исполнил взятые на себя обязательства перед Bellator — заменить его согласился Владимир Матюшенко. Тем не менее, 11 сентября стало известно, что Матюшенко получил травму ахиллова сухожилия и тоже не сможет выступить — тогда организаторы решили вернуться к первоначальному варианту и в конце концов поставили в кард бой между Мэттом Хэмиллом и Роджером Холлеттом.
Поединок между Эваном Данэмом и Ти Джеем Грантом изначально находился в основном карде и должен был транслироваться по системе pay-per-view, однако позже по неизвестным причинам его статус понизили до прелимов — бой показал телеканал FX.
Бой между Кайлом Ноуком и Чарли Бреннеманом изначально планировался на турнир UFC 151 в Лас-Вегасе, но в конечном счёте его перенесли в Торонто.
Соперником Шона Пирсона изначально являлся Дэн Миллер, но тот не смог принять участие в турнире из-за проблем со здоровьем у сына, и его заменили Лэнсом Бенойстом.
Шарлис Оливейра показал незначительное превышение лимита полулёгкой весовой категории. Он мог убрать недостающие граммы и пройти взвешивание со второй попытки, но его соперник Каб Свонсон согласился на выступление в промежуточном весе, и Оливейра в связи с этим не был оштрафован.

## Результаты
| Категория                            |                   |      |                  | Способ                                     | Раунд | Время | Примечание |
| Основные бои                         |                   |      |                  |                                            |       |       |            |
| Полутяжёлый вес                      | Джон Джонс (ч)    | поб. | Витор Белфорт    | Сдача (американа)                          | 4     | 0:54  | [ 16 ]     |
| Наилегчайший вес                     | Деметриус Джонсон | поб. | Джозеф Бенавидес | Раздельное решение (48-47, 47-48, 49-46)   | 5     | 5:00  | [ 17 ]     |
| Средний вес                          | Майкл Биспинг     | поб. | Брайан Стэнн     | Единогласное решение (29-28, 29-28, 29-28) | 3     | 5:00  |            |
| Полутяжёлый вес                      | Мэтт Хэмилл       | поб. | Роджер Холлетт   | Единогласное решение (29-28, 30-27, 30-27) | 3     | 5:00  |            |
| Полулёгкий вес                       | Каб Свонсон       | поб. | Шарлис Оливейра  | Нокаут (удар рукой)                        | 1     | 2:40  |            |
| Предварительные бои (FX и Sportsnet) |                   |      |                  |                                            |       |       |            |
| Полутяжёлый вес                      | Винни Магальяйнс  | поб. | Игорь Покраяц    | Сдача (рычаг локтя)                        | 2     | 1:14  |            |
| Лёгкий вес                           | Ти Джей Грант     | поб. | Эван Данэм       | Единогласное решение (29-28, 30-27, 29-28) | 3     | 5:00  |            |
| Полусредний вес                      | Шон Пирсон        | поб. | Лэнс Бенойст     | Единогласное решение (29-28, 29-28, 29-28) | 3     | 5:00  |            |
| Полулёгкий вес                       | Маркус Бримейдж   | поб. | Джими Хеттес     | Единогласное решение (29-28, 29-28, 29-28) | 3     | 5:00  |            |
| Предварительные бои (Facebook)       |                   |      |                  |                                            |       |       |            |
| Полусредний вес                      | Сет Бачински      | поб. | Симеон Торесен   | Нокаут (удар рукой)                        | 1     | 4:10  |            |
| Легчайший вес                        | Митч Ганьон       | поб. | Уолел Уотсон     | Сдача (удушение сзади)                     | 1     | 1:09  |            |
| Полусредний вес                      | Кайл Ноук         | поб. | Чарли Бреннеман  | Технический нокаут (удары руками)          | 1     | 0:45  | [ 18 ]     |

## Награды
Следующие бойцы были удостоены денежного бонуса в $65,000:
- Бой вечера: Ти Джей Грант — Эван Данэм
- Нокаут вечера: Каб Свонсон
- Приём вечера: Джон Джонс